# Ropica ituriensis
Ropica ituriensis är en skalbaggsart som beskrevs av Stefan von Breuning 1972. Ropica ituriensis ingår i släktet Ropica och familjen långhorningar. Inga underarter finns listade i Catalogue of Life.